# میخایل لئونتویچ
 میخایل لئونتویچ (روسی: Михаил Александрович Леонтович؛ زاده ۲۲ فوریهٔ ۱۹۰۳ درگذشته ۳۰ مارس ۱۹۸۱) یک فیزیک‌دان اهل روسیه بود.